# Средние волны
Средние волны (СВ, AM, MW, Medium Waves, а также гектометровые волны) — диапазон радиоволн с частотой от 300 кГц (длина волны 1000 м) до 3 МГц (длина волны 100 м).
Средние волны (наряду с короткими волнами) ― наиболее используемый диапазон для радиовещания с амплитудной модуляцией (AM), полоса частот 526,5 – 1606,5 кГц; радиостанции в диапазоне 531 – 1602 кГц включительно с шагом 9 кГц. Сетка частот вещательных станций (шаг частот между радиостанциями) в Европе составляет 9 кГц в соответствии с Женевским планом распределения частот (Geneva Frequency Plan of 1975).
В Северной и Южной Америке вещание радиостанций в диапазоне 520 – 1710 кГц с шагом 10 кГц в соответствии с Североамериканским соглашением о радиовещании (North American Regional Broadcasting Agreement).
Большинство радиостанций используют модуляцию с двумя боковыми полосами и неподавленной несущей (тип A3E).
Средние волны способны распространяться на значительные расстояния — сотни и тысячи километров — благодаря огибанию земной поверхности, а также отражаясь от ионосферы, что значительно увеличивает дальность и уверенность распространения радиосигнала в ночное время.
Частоты 455, 465 и 500 кГц являются специальными ― они используются в качестве промежуточных в большинстве супергетеродинных приёмников длинных, средних и коротких волн. Частота 500 кГц, кроме того — стандартная частота для подачи сигналов бедствия. Частоты ниже 520 кГц формально относятся к диапазону длинных волн.
Частоты 1611 – 1710 кГц относятся к так называемому расширенному AM-диапазону и по-разному разграничены в приёмниках и используются в разных странах и регионах.
Диапазон 160 метров (1,8...2,0 МГц) выделен для любительской радиосвязи.

## СВ в России и на постсоветском пространстве
Согласно Решению ГКРЧ от 15 мая 1995 г, протокол № 30/1 в России разрешено радиовещание в аналоговом режиме, тем не менее количество радиостанций крайне мало.
По состоянию на 2025 год осуществляется следующее русскоязычное радиовещание, как правило ограниченное только вечерними или ночными временными рамками ввиду специфики и дальности распространения радиоволн, однако встречаются и круглосуточные радиостанции:
| Частота, кГц | МСЭ | Позывной                                                                                              | Расположение передатчика                                            | Мощность, кВт |
| ------------ | --- | --- | ------------------------------------------------------------------- | ------------- |
| 0612         | KGZ | Трансмировое Радио                                                                                    | Кыргызстан, Чуйская область, Красная Речка                          | 0200          |
| 0621         | MDA | Радио 1 плюс                                                                                          | Молдова (Приднестровье), Григориополь, Приднестровский РТЦ          | 0160          |
| 0666         | LTU | Радио Сигнал                                                                                          | Литва, Каунасский уезд, Ситкунай                                    | 0025          |
| 0684         | RUS | Радио Радонеж                                                                                         | Россия, Санкт-Петербург, Ольгино                                    | 0010          |
| 0702         | IRN | Голос Исламской республики Иран                                                                       | Иран, Гилян, Астане-йе-Ашрафийе, Кияшахр                            | 0500          |
| 0765         | RUS | Радио Восток России                                                                                   | Россия, Хабаровский край, Березовый                                 | 0005          |
| 0765         | RUS | Радио Восток России                                                                                   | Россия, Хабаровский край, Бикин                                     | 0005          |
| 0765         | RUS | Радио Восток России                                                                                   | Россия, Хабаровский край, Богородское                               | 0005          |
| 0765         | RUS | Радио Восток России                                                                                   | Россия, Хабаровский край, Чегдомын                                  | 0005          |
| 0765         | RUS | Радио Восток России                                                                                   | Россия, Хабаровский край, Де-Кастри                                 | 0005          |
| 0765         | RUS | Радио Восток России                                                                                   | Россия, Хабаровский край, Хабаровск                                 | 0020          |
| 0765         | RUS | Радио Восток России                                                                                   | Россия, Хабаровский край, Комсомольск-на-Амуре, Красное             | 0020          |
| 0765         | RUS | Радио Восток России                                                                                   | Россия, Хабаровский край, Николаевск-на-Амуре                       | 0005          |
| 0765         | RUS | Радио Восток России                                                                                   | Россия, Хабаровский край, Советская Гавань, Ванино                  | 0005          |
| 0765         | RUS | Радио Восток России                                                                                   | Россия, Хабаровский край, Троицкое                                  | 0005          |
| 0765         | RUS | Радио Восток России                                                                                   | Россия, Хабаровский край, Циммермановка                             | 0005          |
| 0765         | RUS | Радио Восток России                                                                                   | Россия, Хабаровский край, Вяземский                                 | 0005          |
| 0765         | RUS | Радио Восток России                                                                                   | Россия, Хабаровский край, Ягодный                                   | 0005          |
| 0850         | USA | KICY Голос Арктики                                                                                    | США, Аляска, Ном                                                    | 0050          |
| 0864         | ARM | Трансмировое Радио                                                                                    | Армения, Гегаркуникская область, Гавар, мыс Норатус                 | 0300          |
| 0963         | CHN | Международное радио Китая                                                                             | Китай, Гирин, Хуадянь                                               | 0600          |
| 0999         | MDA | Радио России                                                                                          | Молдова (Приднестровье), Григориополь, Приднестровский РТЦ          | 1000          |
| 1035         | EST | Семейное радио Эли́                                                                                    | Эстония, уезд Тартумаа, Паюкурму                                    | 0200          |
| 1035         | EST | Голос Надежды                                                                                         | Эстония, уезд Тартумаа, Паюкурму                                    | 0200          |
| 1035         | EST | Трансмировое Радио                                                                                    | Эстония, уезд Тартумаа, Паюкурму                                    | 0200          |
| 1053         | RUS | Радио Мария                                                                                           | Россия, Санкт-Петербург, Ольгино                                    | 0010          |
| 1089         | RUS | Радио России (тест)                                                                                   | Россия, Краснодарский край, Кубанский РЦ                            | 1200          |
| 1143         | RUS | Радио России (тест)                                                                                   | Россия, Калининградская область, Калининградский ОРТПЦ (Большаково) | 0150          |
| 1170         | KOR | Всемирное радио KBS                                                                                   | Южная Корея, Чолла-Пукто, Кимдже                                    | 0500          |
| 1215         | RUS | Радио России (тест)                                                                                   | Россия, Калининградская область, Калининградский ОРТПЦ (Большаково) | 0150          |
| 1278         | UKR | Украинское Радио                                                                                      | Украина, Одесская область, Курисово                                 | 0100          |
| 1323         | CHN | Международное радио Китая                                                                             | Китай, Хэйлунцзян, Шуанъяшань                                       | 0200          |
| 1323         | CHN | Международное радио Китая                                                                             | Китай, Синьцзян, Хутуби                                             | 0600          |
| 1377         | ARM | ТрансСвітове Радіо в Українi                                                                          | Армения, Гегаркуникская область, Гавар, мыс Норатус                 | 0300          |
| 1386         | LTU | Radio Baltic Waves International                                                                      | Литва, Утенский уезд, Вешинтос                                      | 0200          |
| 1386         | LTU | Радио Свобода (с июня 2025 года радиовещание приостановлено, частично возобновлено с 1 августа 2025 ) | Литва, Утенский уезд, Вешинтос                                      | 0200          |
| 1386         | LTU | BBC World Service                                                                                     | Литва, Утенский уезд, Вешинтос                                      | 0200          |
| 1386         | LTU | Польское Радио                                                                                        | Литва, Утенский уезд, Вешинтос                                      | 0200          |
| 1386         | LTU | Радио Японии NHK World                                                                                | Литва, Утенский уезд, Вешинтос                                      | 0200          |
| 1386         | LTU | Radio Ukraine International                                                                           | Литва, Утенский уезд, Вешинтос                                      | 0200          |
| 1413         | MDA | Вести FM                                                                                              | Молдова (Приднестровье), Григориополь, Приднестровский РТЦ          | 0500          |
| 1521         | CHN | Международное радио Китая                                                                             | Китай, Синьцзян, Хутуби                                             | 0600          |
| 1557         | LTU | Радио Лента                                                                                           | Литва, Каунасский уезд, Ситкунай                                    | 050           |
| 1584         | RUS | Радио Чистая Волна                                                                                    | Россия, Краснодарский край, Белореченский район, Подгорный          | 00,03         |

Список средневолновых и коротковолновых радиостанций, частот, языков вещания и расположения передатчиков по всему миру.